# Anaplan
Anaplan est un éditeur qui commercialise des solutions de planification de gestion et fournit des données pour la prise de décision dans des domaines allant de la finance aux ressources humaines.

## Histoire
Anaplan est une start-up créée en 2006 par Michael Gould, Guy Haddleton et Sue Haddleton dans le Yorkshire, Angleterre. A la fin de l'année 2010, Anaplan commence à gagner en attractivité sur le marché. En 2012, portée par Frederic Laluyaux en tant que Directeur Général, la société attire de nouveaux financements et s'étend. Laluyaux quitte la société en Avril 2016. En Janvier 2012, l'entreprise clôture le premier tour de sa levée de fonds à 11,4 millions de dollars, avec Granite Ventures et Shasta Ventures en investisseurs principaux. 
En février 2013, Anaplan acquiert son détaillant Vue Analytics au Royaume-Uni, pour un montant non-divulgué, dans le but de renforcer sa position sur le marché en Europe, Moyen-Orient et Afrique. La société clôture un deuxième tour de levée de fonds pour un montant de 33 millions de dollars en provenance de Meritech, Shasta Ventures, Granite Ventures, Salesforce.com et d'autres investisseurs privés. 
Anaplan a annoncé, lors de sa conférence « Hub Conference » en 2014 à San Francisco, la clôture d'un nouveau tour de levée de fonds pour 100 millions de dollars, DFJ Growth en investisseur principal. Ce nouveau tour porte alors l'investissement total dans la société à 150 millions de dollars. C'est au cours de la même année que Anaplan décide d'installer son plus grand centre de recherche et développement à York au nord de l'Angleterre, le troisième avec celui de Londres et de San Francisco. 
En 2015, Anaplan accroît sa plateforme en ligne et met à jour l'interface utilisateur. En 2016, elle fait évoluer son App Hub, apportant des améliorations de plateforme et améliorant les outils utilisateurs. Un nouveau tour de levée de fonds est annoncé en janvier 2016, pour un montant de 90 millions de dollars, portant ainsi l'investissement total à plus d'un milliard de dollars. L'investisseur principal de ce dernier tour est PremjiInvest. En janvier 2017, Anaplan nomme Franck A. Calderoni au poste de Directeur Général. En 2017, l'entreprise a levé 60 millions de dollars auprès de ses investisseurs historiques afin d'étoffer ses équipes de R&D et accélérer l'innovation. Le 12 octobre 2018, Anaplan rentre en bourse au NYSE.
En juin 2022, Thoma Bravo (en) finalise l'acquisition de Anaplan pour 10,4 milliards de dollars, et retire la société de la cotation publique du NYSE. Charles E. Gottdiener est nommé CEO le 30 novembre 2022.

## Technologie
La logique du progiciel proposé par Anaplan est de structurer des méthodes d'organisation autour des outils présents dans les entreprises et de les synchroniser entre eux. L'intérêt est de pouvoir collaborer et communiquer au mieux autour des chiffres de l'entreprise. Ainsi, ce logiciel de planification a pour rôle de consolider l’intégralité des données pour éviter les doublons ou les données contradictoires. 
Anaplan est une plate-forme SaaS d'architecture de données en ligne multi-tenant, avec un moteur de calcul in-memory breveté nommé Hyperblock. Il s'agit d'un couplage de bases de données relationnelles, verticales et OLAP, doté d'un moteur de calcul de données parallélisé. Hyperblock enregistre automatiquement les mises à jour à un niveau granulaire en modifiant uniquement les cellules affectées. À mesure que les volumes évoluent, les utilisateurs peuvent instantanément mettre à jour ou modifier des modèles. Une demande de brevet pour cette technologie a été déposée le 19 novembre 2009 et le brevet américain 8151056B2 a été attribué le 3 avril 2012.

## Commercialisation
Anaplan propose ses différents services à près de 800 clients dont une centaine en France, parmi lesquels on retrouve de grands groupes tels que United Airlines, HP, Lacoste et AXA ou des PME comme la Maison du Chocolat ou Onduline. En novembre 2014, Anaplan a annoncé le lancement de Anaplan App Hub, une communauté permettant aux utilisateurs d'Anaplan de créer, partager et déployer des applications de planification.

### Partenaires
Anaplan commercialise ses solutions en s'appuyant sur des partenaires à valeur ajoutée de façon que les clients puissent dépasser leurs demandes initiales en élargissant l'usage du produit : dans le domaine de la chaîne logistique et de la vente, pour le développement de nouveaux produits, comme des « packs » Anaplan co-produits avec ses partenaires, l'entreprise voit le partenariat comme une manière de fidéliser les clients et de se diversifier plus rapidement. Anaplan a par exemple passé un partenariat avec Google dans le domaine de l'intelligence artificielle et de l'apprentissage automatique (machine learning) autour de TensorFlow pour passer de « l'analytique projectif » (évaluation d'hypothèses), à « l'analytique prescriptif » (proposition d’hypothèse).
Aujourd'hui, l'entreprise compte plus d'un millier de consultants spécialisés, qui représentent 50 % de son chiffre d'affaires et lui permet d'élargir son champ d'action au delà du domaine de la finance. Anaplan compte aussi sur son équipe de R&D. Anaplan possède trois centres de recherche et de développement, situés à San Francisco, Londres et York (le plus important). 

### Conférence utilisateur
Anaplan organise chaque année une conférence mondiale pour ses utilisateurs : la Connected Planning Xperience (CPX), plus connue sous le nom de « Hub Conference ». Toute la communauté Anaplan est réunie, incluant les clients, les prospects, les partenaires et les employés de l'entreprise pour suivre des formations, des conférences et des sessions sur des sujets spécifiques. C'est aussi lors de ces conférences que la société annonce l'arrivée de nouveaux produits sur le marché.  Cette conférence se déroule à San Francisco mais depuis 2014, la CPX se décline également à Londres, Paris, Singapour et Tokyo.